# Puirt a beul
Puirt a beul [pʰurˠʃtʲ a pialˠ̪] (schottisch-gälisch „Töne des Mundes“, irisch port béil, portaireacht (béil)) bezeichnet den traditionellen gälischen Sprechgesang, der in Irland, Schottland, Neuschottland und auf der Kap-Breton-Insel noch praktiziert wird. 
Die wesentlichen Elemente des „Puirt a beul“ sind der Rhythmus und die Melodie. Meist handelt es sich um Tanzmusik. Die Texte sind zweitrangig, häufig sind sie (für damalige Verhältnisse) anstößig; einige ergeben keinen Sinn. In dieser Hinsicht ähnelt „Puirt a beul“ dem Scat.
Normalerweise wird „Puirt a beul“ von einem Sänger mit einer unbeschwerten, lauten Stimme im 4/4- oder 6/8-Takt vorgetragen. 
Dieser Musikstil geriet beinahe in Vergessenheit, erlebt aber seit 1990 eine Renaissance. Bands wie Mouth Music, Capercaillie und die Sängerin Talitha MacKenzie verarbeiten in ihren Alben häufig klassische „Puirt-a-beul“-Stücke und verleihen ihnen dabei einen ungewöhnlichen Klang. Das Quadriga Consort hat als erstes Ensemble der Originalklangbewegung schottisch gälische „Puirt a beul“-Gesänge in die Alte-Musik-Szene eingeführt.